# David Lang
David Lang (8 de enero de 1957) es un compositor estadounidense. Cofundador del colectivo musical Bang on a Can, recibió el premio Pulitzer de Música en 2008 por The Little Match Girl Passion, que también ganó un premio Grammy en 2010 a la mejor interpretación de un conjunto pequeño de Paul Hillier y Theatre of Voices.  Lang fue nominado a un Premio Óscar por " Simple Song #3 " de la película Youth. 

## Biografía
Lang nació en Los Ángeles y tiene ascendencia judía.  En su juventud tocó el trombón.  Tras tras finalizar sus estudios en la Universidad de Stanford, realizó un posgrado en la Universidad de Iowa, atraído por el profesor Donald Martin Jenni,  a quien había conocido previamente durante una estancia de este en Stanford. 
Lang obtuvo un Doctorado en Artes Musicales en la Universidad de Yale en 1989. Además de Jenni, entre sus profesores se encuentran Henri Lazarof, Lou Harrison, Richard Hervig, Jacob Druckman, Hans Werner Henze y Martin Bresnick. Junto con Julia Wolfe y Michael Gordon, Lang cofundó Bang on a Can en 1987.  En 2008 se incorporó a la facultad de composición de la Escuela de Música de Yale.  En 2016 fue recibido en el Instituto de Estudios Avanzados como Artista Residente. 

## Trayectoria musical
En 1999, Lang y el dramaturgo Mac Wellman basaron su ópera The Difficulty of Crossing a Field en un cuento de Ambrose Bierce, sobre un plantador de Alabama llamado Williamson que supuestamente desapareció mientras caminaba por un campo en 1854.  La historia de Bierce reaparece en forma de leyenda urbana, en la que, coincidentemente, al hombre desaparecido a menudo se le da el nombre de David Lang.
Battle hymns, una pieza con múltiples coros y danza, fue interpretada por primera vez en Filadelfia en 2009 por el Mendelssohn Club y la Leah Stein Dance Company. Su estreno en la Costa oeste de Estados Unidos fue dirigido por Robert Geary e interpretado por la Sociedad Coral de San Francisco, Volti, el Coro de Niños de Piedmont y la Compañía de Danza Leah Stein en abril de 2013 en el Kezar Pavilion. En mayo de 2014, el Collegiate Chorale y el Manhattan Girls Chorus interpretaron Battle hymns en el Intrepid Sea, Air & Space Museum. 
Lang recibió el Premio Pulitzer de Música en 2008 por su pieza The Little Match Girl Passion, compuesta en 2007 para Paul Hillier y su Theatre of Voices.  La pieza, basada en la fábula de Hans Christian Andersen " La pequeña cerillera " e inspirada en la Pasión según San Mateo de Bach, fue encargada conjuntamente por la Carnegie Hall Corporation y el Perth Theatre and Concert Hall y se estrenó el 25 de octubre de 2007 en Carnagie Hall de Nueva York. Tim Page de The Washington Post escribió que "no creo que nunca me haya conmovido tanto una nueva... composición como lo fue The Little Match Girl Passion de David Lang, que no se parece a ninguna música que conozca".  Para el concierto navideño anual del Museo Metropolitano de Arte de 2017, que ha incluido The Little Match Girl Passion durante cinco años, Lang escribió una nueva versión llamada The little match girl (observed), en la que la audiencia es la congregación y participa con himnos intersticiales. 
La grabación de Theatre of Voices y Paul Hillier de The Little Match Girl Passion en Harmonia Mundi recibió un premio Grammy en 2010 a la mejor interpretación de un conjunto pequeño. The Little Match Girl Passion ha sido descrita como "un clásico del siglo XXI". 
Lang compuso un ciclo de canciones bajo el título de Death Speaks, por encargo del Carnegie Hall y Stanford Lively Arts, estrenado en ambos a finales de enero de 2012 como pieza complementaria de The Little Match Girl Passion. En The Little Match Girl Passion, la muerte era un personaje implícito, en este ciclo de canciones, la muerte está personificada. Para los textos cantados por el personaje "Death", Lang recurrió a las canciones de Franz Schubert, de las que hizo sus propias traducciones al inglés. Esta parte fue cantada por Shara Worden de My Brightest Diamond. Entre los músicos que colaboraron se encontraban Bryce Dessner de The National a la guitarra, Nico Muhly al piano y Owen Pallett al violín y voz.  La National Public Radio eligió la grabación comercial como uno de sus diez álbumes clásicos favoritos de 2013. 
En 2013, Lang escribió The Whisper Opera. Creó el libreto escribiendo frases breves y personales en un motor de búsqueda y anotando los resultados. La ópera incluye estas confesiones anónimas, susurradas por el soprano Tony Arnold, mientras cuatro instrumentistas del International Contemporary Ensemble nunca tocan más que en silencio. Ningún miembro del público puede escuchar la ópera completa y no se puede grabar, por lo que sólo se puede vivir en vivo. 
Inspirado por el poderoso canto que escuchó entre la multitud en un partido de fútbol del Arsenal FC, a Lang se le ocurrió la idea de componer una canción para que la cantaran más de 1.000 personas. De esta manera surgió Crowd Out. La primera actuación tuvo lugar el 9 de junio de 2014 en el Millennium Point de Birmingham. Los cantantes se dividieron en grupos dispuestos en las escaleras del atrio, cada uno con un líder con un megáfono. El director fue Simon Halsey. La letra provino de Lang haciendo búsquedas en Internet de la frase "Cuando estoy entre una multitud, yo ..." Lang luego organizó los resultados en grupos temáticos. 
Para la composición de The National Anthems, Lang examinó todos los himnos nacionales del mundo, extrajo ideas y frases de ellos y los tradujo al inglés. Musicalmente, es muy similar a The Little Match Girl Passion, compuesto principalmente por frases cortas y arpegiadas. Está compuesta para coro y cuarteto de cuerda. Se estrenó el 7 de junio de 2014 en el Walt Disney Concert Hall por Los Angeles Master Chorale, y la grabación del estreno mundial se publicó en Cantaloupe Music en la primavera de 2016.  La Orquesta Sinfónica de Winnipeg, donde Lang fue compositor residente en 2015-16, interpretó el estreno canadiense de The National Anthems, el Trinity Choir Wall Street interpretó el estreno en Nueva York como parte de su Duodécima Noche Festival y el Coro Sinfónico de Londres actuó en el estreno en el Reino Unido.
Inspirado en la práctica del siglo XVIII de disecciones públicas de criminales, Anatomy theater, con música de Lang y libreto de Lang y el artista visual Mark Dion, se estrenó en la Ópera de Los Ángeles en 2016. Comienza con la confesión y ejecución de una asesina inglesa y sigue con la búsqueda del anatomista de signos de maldad dentro de su cuerpo, incluida un aria para el cadáver. Al público se le sirvió comida y bebida y se le colocó en el balcón, para ponerlo en la posición de los testigos de la disección del siglo XVIII. Cuando la obra se estrenó en la Ópera de Los Ángeles en junio, los críticos la calificaron como una exploración fascinante, espeluznante y profunda de la naturaleza del mal.  La grabación del elenco original fue lanzada en Cantaloupe Music con Marc Kudisch, Peabody Southwell, Robert Osborne, Timur, International Contemporary Ensemble y dirigida por Christopher Rountree . 
The Loser es una ópera de cámara en un acto para barítono solista que Lang escribió basándose en la novela de Thomas Bernhard, El malogrado. Lang leyó por primera vez la novela de Bernhard en 1998 e inmediatamente sintió que era algo a lo que quería ponerle música. Lang se desempeñó como compositor, libretista y director de la obra, que fue producida por Bang on a Can e inauguró el BAM Next Wave Festival de 2016. Su inusual puesta en escena colocó al cantante Rod Gilfry en una plataforma encima de las butacas de la orquesta y a la altura de los ojos con el balcón del teatro. La única otra persona visible era el pianista Conrad Tao, en una plataforma muy detrás de Gilfry. Se escuchó un pequeño conjunto fuera del escenario. Los asientos de la orquesta fueron retirados para la producción.  Por esta producción Lang recibió el premio Richard B. Fisher Next Wave en 2016.
Más de 1.000 instrumentos musicales propiedad del Distrito Escolar de Filadelfia no se pueden tocar porque están rotos. Como parte de un proyecto en curso para reparar los instrumentos rotos, en colaboración con Temple Contemporary, la Orquesta de Filadelfia, el Boyer College of Music and Dance, el Curtis Institute of Music y el distrito escolar, Lang escribió Symphony for a Broken Orchestra, una sinfonía creada específicamente para los sonidos que los instrumentos hacen en su estado roto. Músicos profesionales y amateurs tocaron en la orquesta o adoptaron un instrumento. Después de la actuación los instrumentos fueron reparados y devueltos a las escuelas públicas.  
El 6 de junio de 2019 estrenó la ópera Prisoner of the State con la Filarmónica de Nueva York. Está basada en Fidelio de Beethoven y fue dirigida por Elkhanah Pulitzer. 

## Bang on a Can
En 1999 colaboró con los compositores Julia Wolfe y Michael Gordon y el libretista/ilustrador Ben Katchor en la composición de la "ópera de historietas" The Carbon Copy Building. La producción ganó un Premio Obie a la mejor nueva producción estadounidense. Posteriormente, Lang, Wolfe y Gordon colaboraron con la libretista Deborah Artman en el 'oratorio' Lost Objects, cuya grabación se publicó en el verano de 2001. Su siguiente proyecto colaborativo fue Shelter, un trabajo multimedia también con la libretista Deborah Artman, para el grupo vocal escandinavo Trio Mediaeval y el conjunto alemán Ensemble MusikFabrik, que se presentó en Alemania y Estados Unidos en 2005. En 2017, la cantante china Gong Linna estrenó Cloud River Mountain, escrita por los tres compositores de Bang on a Can además de Lao Luo . También estrenaron Road Trip, una celebración del viaje de 30 años de Bang on a Can, juntos en la Academia de Música de Brooklyn en octubre de 2017. 

## Música para cine
Lang escribió los arreglos para el Kronos Quartet en Réquiem por un sueño, la música del documental The Woodmans y escribió la banda sonora de (Untitled) . En (Untitled), Lang escribió la partitura y la música para el personaje principal, un compositor clásico interpretado por Adam Goldberg. Escribió la banda sonora de la película de 2015, Youth, del director italiano Paolo Sorrentino, también proporcionó la música para el protagonista, un compositor y director interpretado por Michael Caine. " Simple Song #3 ", una canción original de Youth, fue nominada al Premio Óscar,  al Globo de Oro  y al Critics Choice Award  a la mejor canción original. 
En Italia, la partitura de Youth y "Simple Song #3" ganaron los premios David di Donatello a la mejor partitura y la mejor canción original.  La banda sonora de la película Youth también incluyó la canción coral de Lang " Just (After Song of Songs) ", una composición que fue encargada originalmente por la Louth Contemporary Music Society.  Más recientemente, está componiendo la música para la película Wildlife, de Paul Dano .

## Premios y distinciones
Premios Óscar
| Año  | Categoría              | Canción          | Película      | Resultado |
| ---- | ---------------------- | ---------------- | ------------- | --------- |
| 2016 | Mejor canción original | «Simple Song #3» | La giovinezza | Nominado  |

- Premio Roma, 1991
- Premio Bessie, 1999
- Premio Obie, 2000
- Premio Pulitzer de Música, 2008 [30]
- Premio Grammy a la mejor interpretación de un conjunto pequeño, 2009 [31]
- Compositor del año de Musical America, 2013
- Premio de Música de la Royal Philharmonic Society, 2017

## Grabaciones
La música de Lang ha sido lanzada en los sellos Decca, BMG, Cantaloupe Music, Chandos, CRI, Naxos Records, Point Music y Sony Classical . Sus álbumes en solitario para Cantaloupe incluyen The Passing Measures (2001) con el Birmingham Contemporary Music Group, Child (2003) interpretado por Sentieri Selvaggi y Elevated (2005) con actuaciones de Audrey Riley, A Change of Light y Lisa Moore . Su música también ha estado representada en grabaciones de Icebreaker, So Percussion, Bang on a Can All-Stars y Evan Ziporyn . Una versión de "Wed" (1996) para cuarteto de cuerda aparece en el álbum Heavy de ETHEL de 2012.  Sus partituras son publicadas por Red Poppy Music.

## Discografía
- Are You Experienced (1989)
- The Passing Measures (2001)
- Child (2003)
- Elevated (2005)
- Pierced (2008)
- The Little Match Girl Passion (2009)
- (Untitled), banda sonora (2009)
- This Was Written By Hand (2011)
- The Woodmans, banda sonora (2011)
- Death Speaks (2013)
- Love Fail (2014)
- The Difficulty of Crossing a Field (2015)
- The National Anthems (2016)
- Thorn (2017)
- The Day (2018)
- Writing on Water (2018)
- Mystery Sonatas (2018) interpretada por Augustin Hadelich
- Anatomy Theater (2019) con libreto de Mark Dion[33]
- The Loser (2020)
- Prisoner of the State (2020)
- The Village Detective (2021)
- David Lang: The Writings (Pentatone) (2022)